# Geogemma
Geogemma es un grupo de arqueas, microorganismos unicelulares de forma cocoide que habitan en fuentes hidrotermales del fondo de los océanos y que presentan un metabolismo quimiolitoautótrofo con reducción de Fe III.
Son hipertermófilas, encontrándose entre los seres que mayor temperatura necesitan para desarrollarse; particularmente Geogemma barossii, de solo una micra de diámetro, que vive en la dorsal de Juan de Fuca en el noreste del Océano Pacífico, es conocida como "cepa 121", pues en 24 horas duplicó su población en una autoclave a 121 °C, lo que constituye un récord en el estudio de los microbios hipertermófilos.
La presencia abundante de magnetita en el fondo oceánico fue lo que llevó al descubrimiento de este tipo de árquea; su presencia como subproducto respiratorio de algunas arqueas que reducen férrico a ferroso, y la abundancia de hierro en la Tierra antes de que comenzara la vida, llevaron a investigadores como Lovley y Kashefi a escribir que "el transporte de electrones a Fe (III) pudo haber sido la primera forma de respiración microbiana en la medida que la vida evolucionó en una Tierra caliente y temprana".